# Ал Санто (Маса-Карара)
Ал Санто (итал. Al Santo) је насеље у Италији у округу Маса-Карара, региону Тоскана.
Према процени из 2011. у насељу је живело 41 становника. Насеље се налази на надморској висини од 260 м.